# Estación de Penafiel
La Estación Ferroviaria de Penafiel, igualmente conocida como Estación de Penafiel, es una plataforma ferroviaria de la Línea del Duero, que sirve a la localidad de Penafiel, en el Distrito de Porto, en Portugal.

## Caracterización

### Localización y accesos
Se encuentra en la localidad de Penafiel, con acceso por la Calle de la Estación de los Ferrocarriles.

### Descripción física
En 2010, la estación disponía de 3 vías de circulación, con 490, 510 y 410 metros de longitud; las dos plataformas presentaban 303 metros de longitud, y una altura de 90 centímetros.

### Servicios
Esta plataforma es utilizada por servicios urbanos, Regionales e Interregionales de la operadora Comboios de Portugal.

## Historia
El tramo hasta Penafiel de la Línea del Duero abrió a la explotación en 1875.